# Булонь, Жорж
Жо́рж Було́нь (фр. Georges Boulogne; 1 июля 1917, Айикур — 24 августа 1999, Булонь-Бийанкур) — французский футболист и тренер.

## Биография
Жорж Булонь начинал свою карьеру футболиста в любительском клубе «Амбуаз», за который выступал на протяжении 16 лет. Затем он присоединился к «Сен-Дизье» сначала в качестве игрока, а позже и в качестве играющего тренера.
Затем Жорж работал тренером в бельгийских клубах «Гент Зеехавен» и «Р.К.С. Вервье», прежде чем вернуться во Францию в «Витри», позже «Мюлуз».
В 1958 году Булонь присоединился к техническому персоналу Французской федерации футбола..
В марте 1969 года назначен главным тренером сборной Франции, где проработал до 1973 года. Первый матч в качестве тренера национальной сборной закончился разгромным поражением на Уэмбли от англичан (0-5).
В честь него назван городской стадион в Амбуазе.